# Grupa WIEM
Grupa WIEM (W Innej Epoce Muzycznej) – zespół muzyczny Marka Grechuty założony w Krakowie w 1971 roku.
Grupę WIEM tworzyli muzycy jazzowi i rockowi eksperymentatorzy. Utwory Marka Grechuty wykonywane podczas koncertów-misteriów posiadały długie części improwizowane. Przez zespół przewinęło się kilku muzyków jazzowych, m.in. kontrabasiści: Bronisław Suchanek, Paweł Jarzębski, Marian Komar, Jan Gonciarczyk; perkusiści: Wojciech Tarczyński, Jerzy Bezucha, Benedykt Radecki, a także Marian Pawlik – gitara basowa, Paweł Ścierański – gitara elektryczna.
Zespół przestał istnieć w połowie 1975 r. (a z pierwszego składu zespołu pozostał tylko multiinstrumentalista Eugeniusz Obarski), kiedy to lider, Marek Grechuta, postanowił powrócić do wypracowanej wcześniej formuły muzycznej, tj. do stonowanych brzmień akustycznych.
Na dwóch niżej wymienionych płytach, które wznowił na CD Pomaton, znajdują się obok oryginalnych utworów także dodatki w postaci koncertowych nagrań grupy.

## Muzycy
- Marek Grechuta – śpiew
- Antoni Krupa – gitara elektryczna
- Piotr Michera – skrzypce elektryczne, gitara akustyczna, śpiew
- Eugeniusz Obarski – fortepian, gitara akustyczna, instrumenty perkusyjne, śpiew
- Jan Cichy – gitara basowa
- Kazimierz Jonkisz – perkusja

## Dyskografia
- Droga za widnokres (1972)
- Magia obłoków  (1974)